# Försvarsmusiken
Försvarsmusiken (FöMus) (deutsch Stab Militärmusik) in Stockholm ist das Führungskommando für den Militärmusikdienst der Schwedischen Streitkräfte. Es wurde im Jahr 2010 aufgestellt und ist die oberste Führungsebene dieses Fachdienstes der Schwedischen Wehrmacht.

## Auftrag
Zentraler Auftrag der FöMus ist die truppendienstliche und fachliche Führung aller Klangkörper der Schwedischen Streitkräftesowie die fachliche Beratung des Hauptquartiers in militärmusikalischen Angelegenheiten. Außerdem steuert und plant es die Einsätze aller Musikeinheiten der Schwedischen Streitkräfte, sowohl im Inland wie auch im Ausland. Weiterhin ist es für die Genehmigung von Musikproduktionen durch Angehörige der Schwedischen Wehrmacht zuständig.